# Rozejm w Niemieży
Rozejm w Niemieży koło Wilna zawarty został pomiędzy Rzeczpospolitą a Carstwem Rosyjskim 3 listopada 1656.

## Okoliczności
W toczącej się od maja 1654 r. wojnie wojska rosyjskie, wspomagane przez Kozaków zaporoskich, osiągnęły znaczne sukcesy. W Wielkim Księstwie Litewskim armia dowodzona przez cara Aleksego Michajłowicza nie tylko odbiła utracone w I połowie XVII w. tereny, ale zajęła znaczną część Białej Rusi oraz samo Wilno. Bohdan Chmielnicki, wspomagany przez Rosjan pod dowództwem Wasyla Buturlina, zajął Lublin i dotarł aż do Puław. Co prawda, sprzymierzone z Polską wojska tatarskie zmusiły go do powrotu na Ukrainę, ale sytuacja Rzeczypospolitej broniącej się od lipca 1655 r. przed najazdem szwedzkim była bardzo trudna.
Sukcesy Szwedów, którzy zajęli znaczną część Korony i zmusili Jana Kazimierza do wyjazdu do posiadłości Wazów na Śląsku, spowodowały, że car zahamował swoją ofensywę na Litwie jesienią 1655 r., nie przekraczając Niemna. Obawa przed całkowitym triumfem Szwedów, co spowodowałoby zagrożenie również dla interesów Rosji, skłoniła Aleksego Michajłowicza do podjęcia najpierw tajnych rokowań z hetmanem polnym litewskim Wincentym Gosiewskim, a później oficjalnych negocjacji.
Żądania terytorialne cara, chcącego wykorzystać trudne położenie państwa polsko-litewskiego, były bardzo daleko idące. Oprócz terenów województw smoleńskiego i czernihowskiego domagał się on znacznej części dzisiejszej Białorusi oraz województwa kijowskiego i bracławskiego na Ukrainie. Strona polska nie mogła zaakceptować tych propozycji. Sytuacja militarna państwa zmuszała ją jednak do prowadzenia negocjacji. Carowi - w zamian za pomoc przeciwko Szwedom - zaoferowano koronę Rzeczypospolitej dla jego syna.
Przygotowania do zawarcia Traktatu były na dobrej drodze już w kwietniu 1656 r. tzn. podczas misji marszałka orszańskiego Piotra Galińskiego na dworze Aleksego Michajłowicza. Przedstawiciel Polski zawarł konwencję przedwstępną przeciwko Karolowi Gustawowi, a już 27 maja Moskwa wypowiedziała Szwecji wojnę i niebawem rozpoczęła działania wojenne na terenie Inflant. Przedłużające się rokowania, w trakcie których nie prowadzono regularnych działań wojennych między Polską a Moskwą, dały możliwość zwrócenia praktycznie całych sił militarnych Rzeczypospolitej przeciwko Szwedom i odniesienie na tym froncie znacznych sukcesów. Zawarty w takich okolicznościach 3 listopada 1656 r. rozejm również można uznać za sukces Polski, zwłaszcza w aspekcie podpisanego w Radnot (6 grudnia 1656) - układu sojuszniczego pomiędzy Szwecją, Siedmiogrodem, Brandenburgią, Chmielnickim i księciem Bogusławem Radziwiłłem.

## Postanowienia
- Komisarze polscy z Janem Kazimierzem Krasińskim na czele zgodzili się na elekcję cara Aleksego jeszcze za życia Jana Kazimierza i koronację na króla po jego śmierci
- obie strony porozumiały się co do wspólnej walki ze Szwecją i Rosja nasiliła swoje działania przeciwko niej w Inflantach.
- roszczenia terytorialne cara pozostały nierozstrzygnięte,

## Skutki
Rozejm niemieżski, nie rozstrzygając zasadniczego sporu terytorialnego i terytorialnych żądań Moskwy, był nietrwały, ale pozwolił stronie polskiej od wiosny 1656 do jesieni 1658 roku na skupienie się na walce ze Szwedami, aż do czasu wyparcia ich w większości z Polski. Jesienią 1658 r., po unii hadziackiej Carstwo Rosyjskie wznowiło działania wojenne wobec Rzeczypospolitej.